# 2.ª edición de los Premios Óscar
La 2.ª edición de los Premios Óscar se celebró el 3 de abril de 1930 en el The Ambassador Hotel de Los Ángeles, California y fue conducida por William C. DeMille. Las películas seleccionables para esta edición debían haberse estrenado en Los Ángeles entre el 1 de agosto de 1928 y el 31 de julio de 1929.
Ya que la ceremonia se iba a celebrar más de 8 meses después del cierre del periodo de elegibilidad de las películas candidatas, la Academia decidió que la 3.ª ceremonia se celebraría en noviembre de 1930, para así acercar la celebración de la ceremonia más cerca del periodo de elección. De esta forma, 1930 es el único año en el que se han celebrado dos ceremonias de entrega.
Esta segunda ceremonia incluyó varios cambios con respecto a la primera. El más importante de todos fue el hecho de que los ganadores no fueran anunciados previamente a la ceremonia. Además, el número de categorías se redujo de doce a siete.
Esta edición es única, ya que en esta ocasión no hubo nominados oficiales. Búsquedas posteriores han dado como resultado una lista de nominados no oficiales o "de facto", basados en registros de cuales fueron las películas evaluadas por los jueces.
Trafalgar es la única película ganadora del premio al mejor director sin haber conseguido la nominación a mejor película, sin tener en cuenta la primera edición donde hubo un premio para el mejor director de comedia.
Esta ha sido la única edición en la que ninguna película ha ganado más de un premio. La melodía de Broadway se convirtió en la segunda película de un total de siete (Alas, Grand Hotel, Cabalgata, Hamlet, The Sound of Music y Titanic son las otras) en ganar el premio a la mejor película sin conseguir la nominación en la categoría de mejor guion; y en la primera de tres películas en ganar el premio a la mejor película sin conseguir ningún otro premio (las otras películas fueron Grand Hotel y Mutiny on the Bounty).

## Ganadores y nominados[1]
Notas:
1. Los ganadores están listados primero y destacados en negritas. ⭐
2. El título en español se encuentra entre paréntesis.

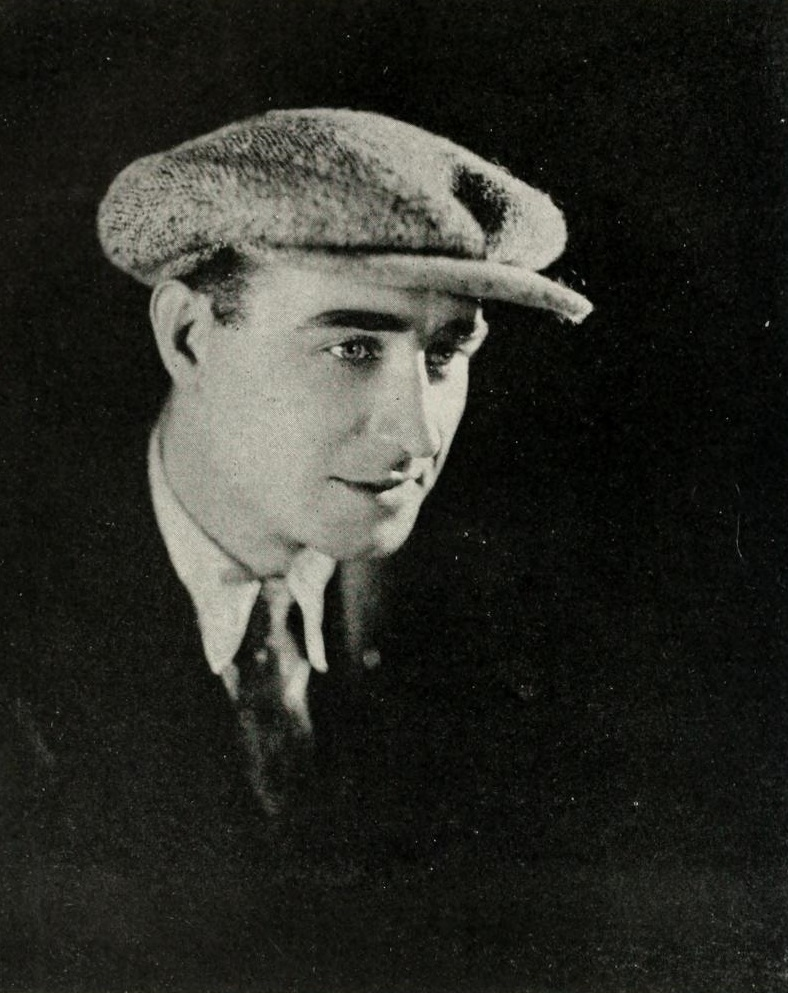
Frank Lloyd ganó el Óscar al mejor director por Trafalgar.

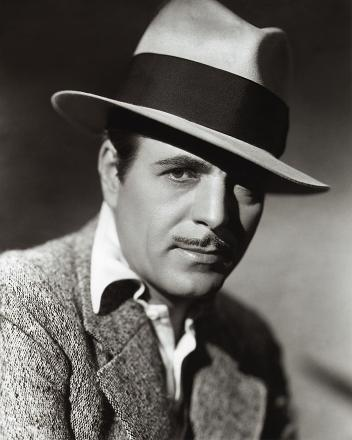
Warner Baxter ganó el Óscar al mejor actor por En el viejo Arizona.

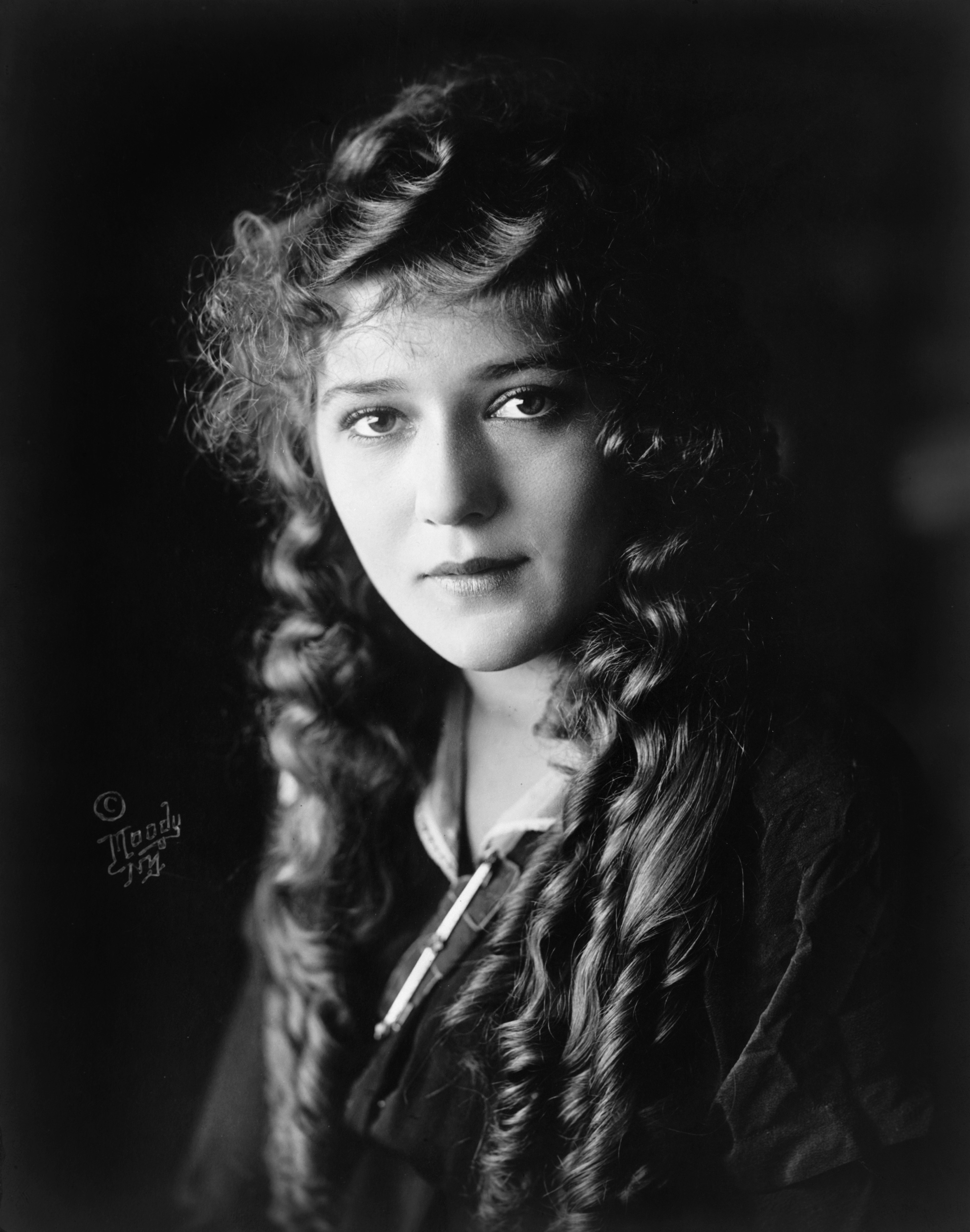
Mary Pickford fue la ganadora del Óscar a la mejor actriz por Coqueta.

| Película sobresaliente - The Broadway Melody (La melodía de Broadway) — Metro-Goldwyn-Mayer⭐ - Alibi (La senda prohibida) — United Artists - The Hollywood Revue of 1929 — Metro-Goldwyn-Mayer - In Old Arizona (En el viejo Arizona) — Fox Films Co. - The Patriot (El patriota) — Paramount Pictures | Mejor dirección - Frank Lloyd - The Divine Lady (Trafalgar)⭐ - Harry Beaumont – The Broadway Melody (La melodía de Broadway) - Frank Lloyd – Drag - Irving Cummings – In Old Arizona (En el viejo Arizona) - Lionel Barrymore – Madame X (La Mujer X) - Ernst Lubitsch – The Patriot (El patriota) - Frank Lloyd – Weary River |
| Mejor actor - Warner Baxter – In Old Arizona (El el viejo Arizona) como The Cisco Kid⭐ - George Bancroft – Thunderbolt como Thunderbolt Jim Lang - Chester Morris – Alibi (La senda prohibida) como Chick Williams - Paul Muni – The Valiant como James Dyke - Lewis Stone – The Patriot (El patriota) como el Conde Pahlen | Mejor actriz - Mary Pickford – Coquette (Coqueta) como Norma Besant⭐ - Ruth Chatterton – Madame X (La mujer X) como Jacqueline Floriot - Betty Compson – The Barker (El pregonero / El barquero) como Carrie - Jeanne Eagels – The Letter (La carta trágica) como Leslie Crosbie (nominación póstuma) - Corinne Griffith – The Divine Lady (Trafalgar) como Emma Hart - Bessie Love – The Broadway Melody (La melodía de Broadway) como Harriet "Hank" Mahoney |
| Mejor escrito - The Patriot (El patriota) – Hanns Kräly; basado en la traducción de Ashley Dukes de la obra Der Patriot de Alfred Neumann, y en la historia "Paul I" de Dmitri Merezhkovski⭐ - The Cop (Botones dorados) – Elliott J. Clawson - In Old Arizona (En el viejo Arizona) – Tom Barry; basado en la historia "The Caballero's Way" de O. Henry - The Last of Mrs. Cheyney (El último adiós a la señora Cheyney – Hanns Kräly; basado en la obra de Frederick Lonsdale - The Leatherneck (Los mosqueteros de la Marina) – Elliott J. Clawson - Our Dancing Daughters (Hijas que bailan / Vírgenes modernas) – Josephine Lovett - Sal of Singapore – Elliott J. Clawson; basado en la historia The Sentimentalists de Dale Collins - Skyscraper (El rascacielos) – Elliott J. Clawson basado en una historia de Dudley Murphy - The Valiant – Tom Barry; basado en la obra de Harold Everett Porter y Robert Middlemass - A Woman of Affairs (El carnaval de la vida / La mujer ligera)– Bess Meredyth; basado en la novela The Green Hat de Michael Arlen - Wonder of Women (La magia de la mujer / El poder de una mujer) – Bess Meredyth; basado en la novela Die Frau des Steffen Thromholt de Hermann Sudermann | Mejor dirección de arte - The Bridge of San Luis Rey (El puente de San Luis Rey) – Cedric Gibbons⭐ - Alibi (La senda prohibida) – William Cameron Menzies - The Awakening (El despertar del amor) – William Cameron Menzies - Dynamite (Dinamita) – Mitchell Leisen - The Patriot (El patriota) – Hans Dreier - Street Angel (El ángel de la calle) – Harry Oliver                                                                                             |
| Mejor fotografía - White Shadows in the South Seas (Sombras blancas en los mares del sur) – Clyde de Vinna⭐ - The Divine Lady (Trafalgar / La divina dama) – John F. Seitz - Four Devils (Los 4 diablos) – Ernest Palmer - In Old Arizona (En el viejo Arizona) – Arthur Edeson - Our Dancing Daughters (Hijas que bailan / Vírgenes modernas) – George Barnes - Street Angel (El ángel de la calle) – Ernest Palmer | |

## Premios y nominaciones múltiples
| Película                        | Nominaciones | Premios |
| ------------------------------- | ------------ | ------- |
| The Patriot                     | 5            | 1       |
| In Old Arizona                  | 5            | 1       |
| The Broadway Melody             | 3            | 1       |
| The Divine Lady                 | 3            | 1       |
| Coquette                        | 1            | 1       |
| The Bridge of San Luis Rey      | 1            | 1       |
| White Shadows in the South Seas | 1            | 1       |
| Alibi                           | 3            | 0       |
| Madame X                        | 2            | 0       |
| The Valiant                     | 2            | 0       |
| Our Dancing Daughters           | 2            | 0       |
| Street Angel                    | 2            | 0       |